# Освіта в Угорщині
Це стаття про освіту в Угорщині, особливо про організацію системи освіти, яка має схожі риси з освітою в країнах Центральної Європи і в колишніх соціалістичних країнах.

## Соціальне середовище в освіті
Зменшення населення Угорщини, яке почалося в 1981 році триває і в останні роки. За даними перепису 2001 року, населення Угорщини було 10 198 000, близько на півмільйона менше аналогічного показника двадцять років тому. До 2005 року населення скоротилося до 10 077 000. Вікова піраміда населення в Угорщині є однією з найбільш нерегулярних в Європі. На 1 січня 2005 року у зв'язку з украй низьким числом народжених в попередні роки кількість населення до 4 років була меншою, ніж в найближчих вікових групах з кроком п'ять років до досягнення вікової групи 60-64. Існують істотні відмінності в розмірах різних поколінь.
Офіційною мовою навчання є угорська, але кілька етнічних та національних меншин (наприклад, німецька, румунська, словенська, сербська і хорватська) мають власні освітні установи зі своїми мовами викладання у початковій і середній школі. За даними опитування 2003 року, відсоток дітей-ромів в шкільній освіті в 2008—2009 роках, як очікується, складе близько 15 %.

## Шкільна система в Угорщині
Особливою рисою угорської системи освіти є те, що структура інститутів та структура освітніх програм не збігаються одна з одною. Структура системи освіти в університетах та наявність програм, що дозволяють ранній вибір мають схожі риси з країнами Центральної Європи і колишніми соціалістичними країнами. В системі освіти Угорщини загальна фаза освіти триває до 16 років. Система середньої освіти пропонує широкий спектр програм, досить високого рівня. В рамках середньої освіти, частка студентів, що навчаються у програмах, які дають  вторинний атестат та пропонують перехід до вищої освіти є приблизно рівною середній в світі.

## Організація системи освіти

### Дошкільна освіта
Цей освітній рівень розглядається як принципово важлива складова частина системи шкільної освіти. Ідеально підходить для дітей від 3 до 7 років. Участь у дошкільній освіті на цьому рівні (дитячого садка) є обов'язковою з 3 років.

Установи державного сектора можуть стягувати плату тільки за послуги, які є додатковими до їх основних завдань, у тому числі, наприклад, позакласних заходів, харчування, екскурсій тощо. В даний час рівень відвідуваності відносно вікових груп 3-5 є трохи вище 86 %. Середня тривалість участі дітей у віці 3-7 в дошкільній освіті складає трохи більше 3 років (3,3), це є найвищим середнім значенням в Європі. 

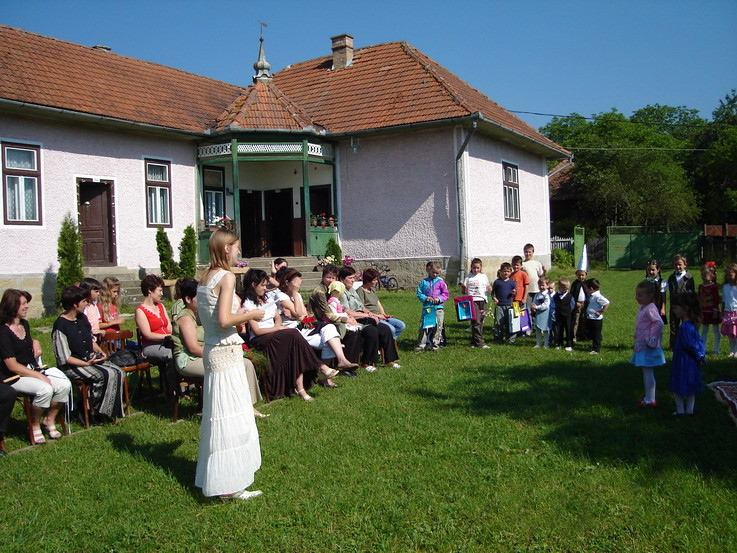
Угорський дошкільний клас має заняття на свіжому повітрі, березень 2007.

В Угорщині дитячий садок називається óvoda («місце для догляду»). Діти відвідують дитячий садок у віці 3-6 / 7 (вони йдуть в школу у році, в якому вони мають свій 7-й день народження). Дитячі садки можуть включати в себе програми з таких предметів, як іноземні мови і музика, діти проводять більшу частину свого часу граючи. В останньому році дітей починають готувати до відвідувань початкової школи.
Більшість дитячих садків фінансується державою. Вихователі дитячих садків повинні мати диплом.

### Початкова освіта
Діти йдуть в початкову школу, коли вони досягають шкільного віку, як правило, протягом року, в якому вони мають свій 6-й день народження (7-й, якщо вони народилися після 31 травня).
Початкова освіта може тривати протягом 4, 6 або 8 років. 8-річна освіта є найбільш поширеною; два інших варіанти були введені на початку 1990-х років.
Вивчають літературу, граматику, математику, музику, мистецтво, фізичне виховання, екологічні науки (від 1-го до 5-го класу), біологію (з 6-го класу), географію (від 6-го класу), історію (з 5-го класу), історію мистецтва, фізику (від 6-го класу), хімію (від 7-го класу), одну або дві іноземні мови (як правило, англійську, німецьку або французьку). До 1990 року російська була обов'язковою.

### Середня освіта
Середня освіта зазвичай триває протягом 4 років. У gimnáziums вона також може тривати протягом 5, 6 або 8 років, залежно від того, скільки років учень провів в початковій школі. З 1997 року нумерація років в середній школі йде за початковою (тобто після 8-го класу початкової школи студент йде в 9-ий клас, який є насправді першим роком навчання в середній школі).
Є три типи середньої освіти:
- Gimnázium (непрофесійна, готує студентів до вищої освіти; вчить принаймні 2 іноземні мови).
- Szakközépiskola (середнє професійне училище; воно також видає атестат «про закінчення середньої школи», який відкриває доступ до вищих навчальних закладів).
- Szakmunkásképző Szakiskola (професійно-технічне училище; воно також пропонує програми «міст», щоб допомогти учням з низькими досягненнями в початковій школи наздогнати і приєднатися до звичайної професійної шкільної програми).[3]

Після закінчення середньої школи, студенти проходять іспит (érettségi угорською мовою). Він складається з 2005 року з іспитів з п'яти предметів: письмовий іспит з математики, усного і письмового іспитів з літератури і граматики, іноземної мови, історії та письмового та / або усного іспиту з предмету за вибором учня. Ці іспити також слугують вступними іспитами до ВНЗ та коледжів.

### Вища освіта
Вища освіта в Угорщині починається в 1367, коли Людвік I Великий заснував університет у місті Печ  — перший в Угорщині. Він мав лише 2 факультети — філософський та юридичний; богословський відкрити папа римський не дозволив, а про медичний факультет нічого не відомо. Функціонував упродовж кількох десятиліть. Вочевидь з цієї причини королем Жіґмондом Люксембургом був заснований університет в Обуді, затверджений папою римським Боніфацієм IX у 1395 в складі 4-ох факультетів. У 1465 в Пожоні засновано третій угорський університет (функціонував з 1467) у складі 4 факультетів, який став осередком гуманістичної ренесансної культури (Істрополітанський університет), проте був закритий після смерті короля Матяша Гуньяді (1490). Під австрійською займанщиною було засновано кардиналом Петером Пазманем у 1635 єзуїтський університет у Трнаві, який переведено в 1635 в Буду і дотепер існує як Будапештський університет.
Система вищої освіти в Угорщині є дуалістичною, тобто йдеться про співіснування університетів і коледжів. Деякі коледжі входять до складу університетів і мають при них статус «коледжів-факультетів». Університети також можуть пропонувати курси, відповідні за рівнем курсам коледжів. Курс навчання по програмі коледжу (відповідає програмі бакалавра наук) триває від 4 до 5 років, курс навчання за університетською програмою (відповідає програмі магістра наук) від 4 до 5 років. Виняток становлять медичні університети, де тривалість курсу становить 6 років. Професійна навчальна програма зазвичай триває 2 роки: вона відкрита для випускників середніх професійно-технічних училищ.
У 1999 р. Угорщина приєдналася до Болонської конвенції, первинною метою якої є створення єдиного європейського простору вищої освіти. У рамках цього процесу в вересні 2006 р. на всіх рівнях була введена двоступенева система навчання, відповідна болонській моделі (бакалаврські та магістерські програми). В даний час система вищої освіти в Угорщині включає в себе 18 державних університетів, один громадський університет, 12 державних коледжів, 26 клерикальних освітніх установ і 9 коледжів, керованих громадськими фондами.
Перед тим, як студенти отримують ступінь, вони повинні скласти іспит на середній рівень знання іноземної мови на свій вибір. Англійська та німецька найпопулярніші. Число іспанських-учнів зростає в останні кілька років. Нещодавно велика кількість студентів почали вибирати есперанто та румунську мови. Остання, як кажуть, має відносно невеликий словниковий запас і просту граматику. (ref?)
Плата за навчання в Угорщині, як правило, дешевша, ніж у багатьох інших країнах Європи. Можуть бути відмінності залежно від того, звідки ви родом: плата для студентів з інших країн ЄС часто нижча, тоді як студенти з країн за межами ЄС (студенти, що не входять до ЄС) повинні платити вищі суми в деяких університетах. Різниця між оплатою навчання в ЄС і поза ЄС зазвичай відносно невелика, і деякі університети стягують однакову плату з обох груп.

## Іноземні студенти в Угорщині
Угорщина приваблює іноземних студентів як з ЄС так і країн, які не входять до ЄС. Три чверті студентів, що прибувають в Угорщину надходить з усього десяти країн, в той час як одна чверть студентів приїжджає з інших 100 країн. Серед країн, які відправили більшість студентів є Німеччина, Іран, Норвегія, Ізраїль та Швеція, у той час як більшість гостей студентів становлять громадяни сусідніх країн. У 2008/2009 навчальному році загальна кількість іноземних студентів, що навчаються в Угорщині була 16 916, в той час як у 2005/2006 це число було тільки 14 491. Кількість студентів збільшується через наступні переваги:
- Угорщина пропонує недорогу плату за навчання та проживання в Європейському Союзі та Шенгенській зоні;
- Кілька нобелівських лауреатів та наукових винахідників отримали освіту тут;
- Легка процедура і мала кількість документів для отримання допуску;
- Угорщина пропонує різні типи стипендій для іноземців;
- Вартість студентського гуртожитку в Угорщині нижче, ніж у більшості країн Західної Європи і Скандинавії;
- Багато освітніх програм пропонуються англійською та німецькою мовами;[7]
- Угорські посольства видають освітні візи легше, ніж інші члени Європейського Союзу Шенгенської угоди;
- Дозвіл на проживання в Угорщині дозволяє іноземцям подорожувати до інших країн Шенгенської зони;
- Дешеві авіарейси з угорських міст в інші країни і популярні туристичні напрямки;
- Можливості працевлаштування в Європейському Союзі під час навчання і після закінчення школи, і т. д.

### Підготовчі курси
Студенти, зацікавлені в продовженні навчання в Угорщині можуть пройти підготовчі курси в різних університетах таких міст як Дебрецен, Будапешт, Сеґед та Печ.